# Haut-Folin
Haut-Folin este cel mai înalt punct al masivului Morvan, situat pe teritoriul comunei Saint-Prix (Saône-et-Loire), în masivul Bois du Roi. Se ridică la o altitudine de 901 metri și susține releul televiziunii Autun-Bois-du-Roi. Este, de asemenea, cel mai înalt punct al departamentului.

## Geografie

### Locație

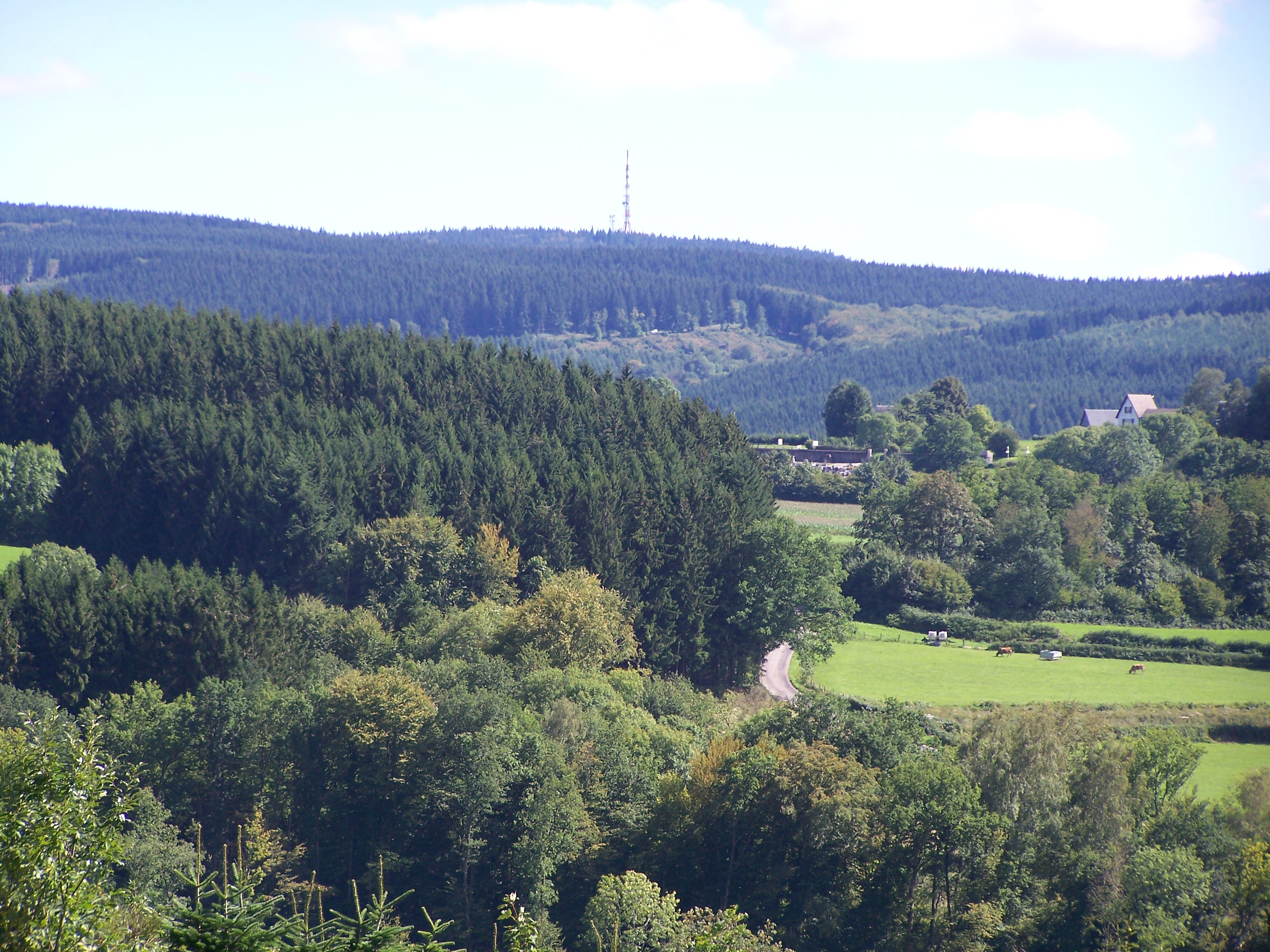
Vedere spre Haut-Folin de la teatrul galo-roman din Bardiaux.

Vârful este deservit de drumul departamental D500 unde o parcare permite staționarea la Col du Haut-Folin (874 m), un drum forestier se alătură apoi părții de vârf. De asemenea, este străbătut de traseul de drumeții de lungă durată GR 13 care leagă Fontainebleau de Bourbon-Lancy.

### Panoramă
Într-o zi senină, din cauza absenței obstacolelor, puteți vedea Mont Blanc la 250 km distanță. Bas-Folin, la puțin mai mult de 1,5 km distanță, atinge o altitudine de 832 m.

### Clima
Clima din Haut-Folin este destul de contrastantă. Datorită altitudinii sale, suferă o influență montană, dar pe versanții săi inferioare clima poate varia de la oceanică la semi-continentală conform clasificării Köppen.
Haut-Folin nu se confruntă cu ninsori semnificative din cauza altitudinii scăzute. Cu toate acestea, iarna anului 2021 a fost una dintre cele mai aspre și înzăpezite din 1986, cu până la 50 cm de zăpadă pe alocuri.

## Activități

### Sporturi de iarnă
Le Haut-Folin a fost cea mai apropiată stațiune de schi de Paris. Instalat de Clubul Alpin Francez (CAF), un teleschi, o pârtie de schi alpin, o cabană-restaurant a existat până la sfârșitul anilor 1980 dar, din lipsa zăpezii suficiente și în ciuda prezenței tunurilor de zăpadă, au fost abandonate.
Astăzi, stațiunea are 40 km de pârtii. Cinci trasee marcate — Le Relais 3 km, Grand Montarnu 5 km, La Proie 6 km, Les Carnés 12 km și Reuchemin 14 km — permit schiul fond.

### Telecomunicații
Există, de asemenea, un transmițător de televiziune TDF în vârful său, care difuzează și posturi de radio publice pe FM.

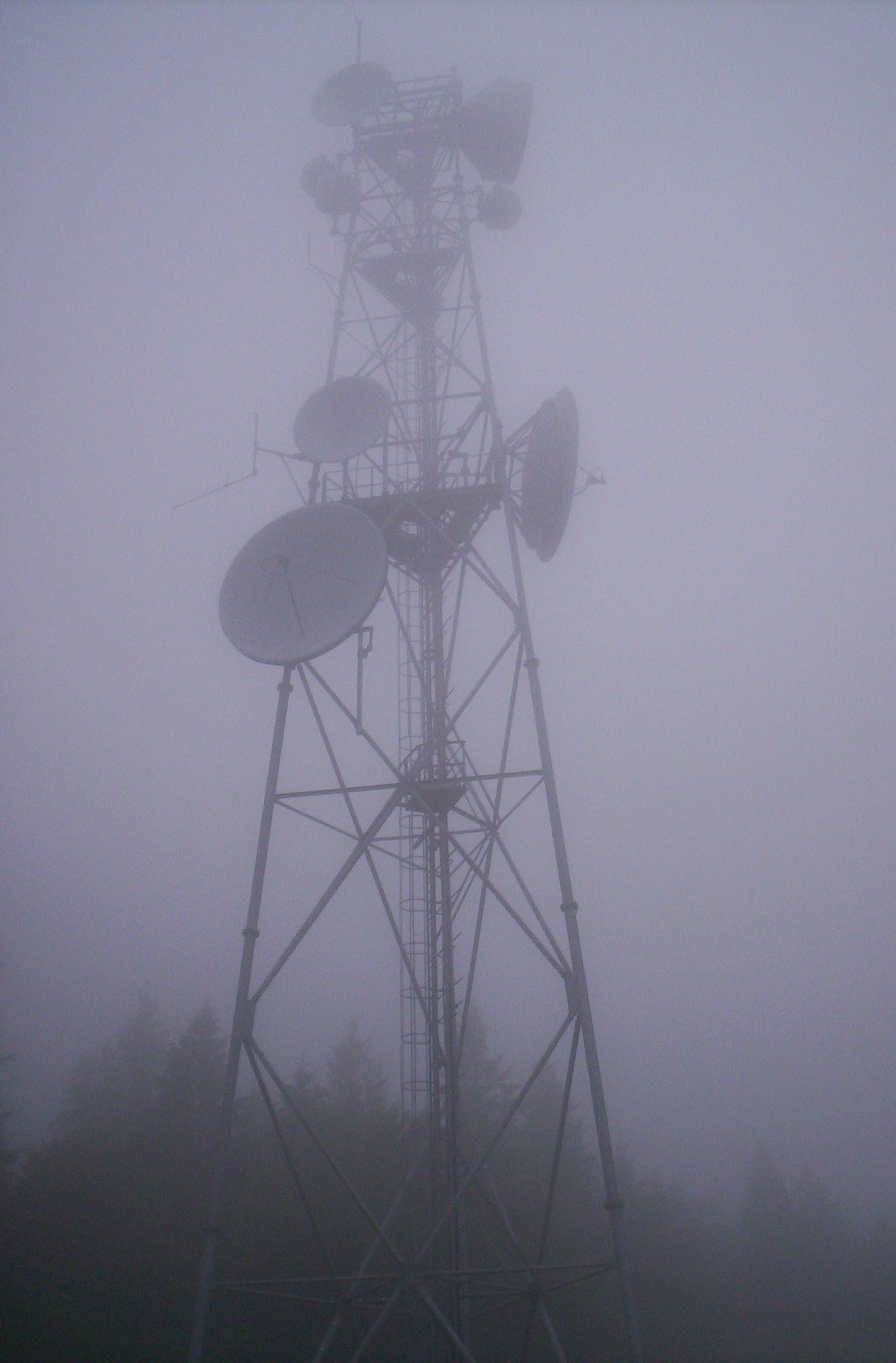
Releu de televiziune.
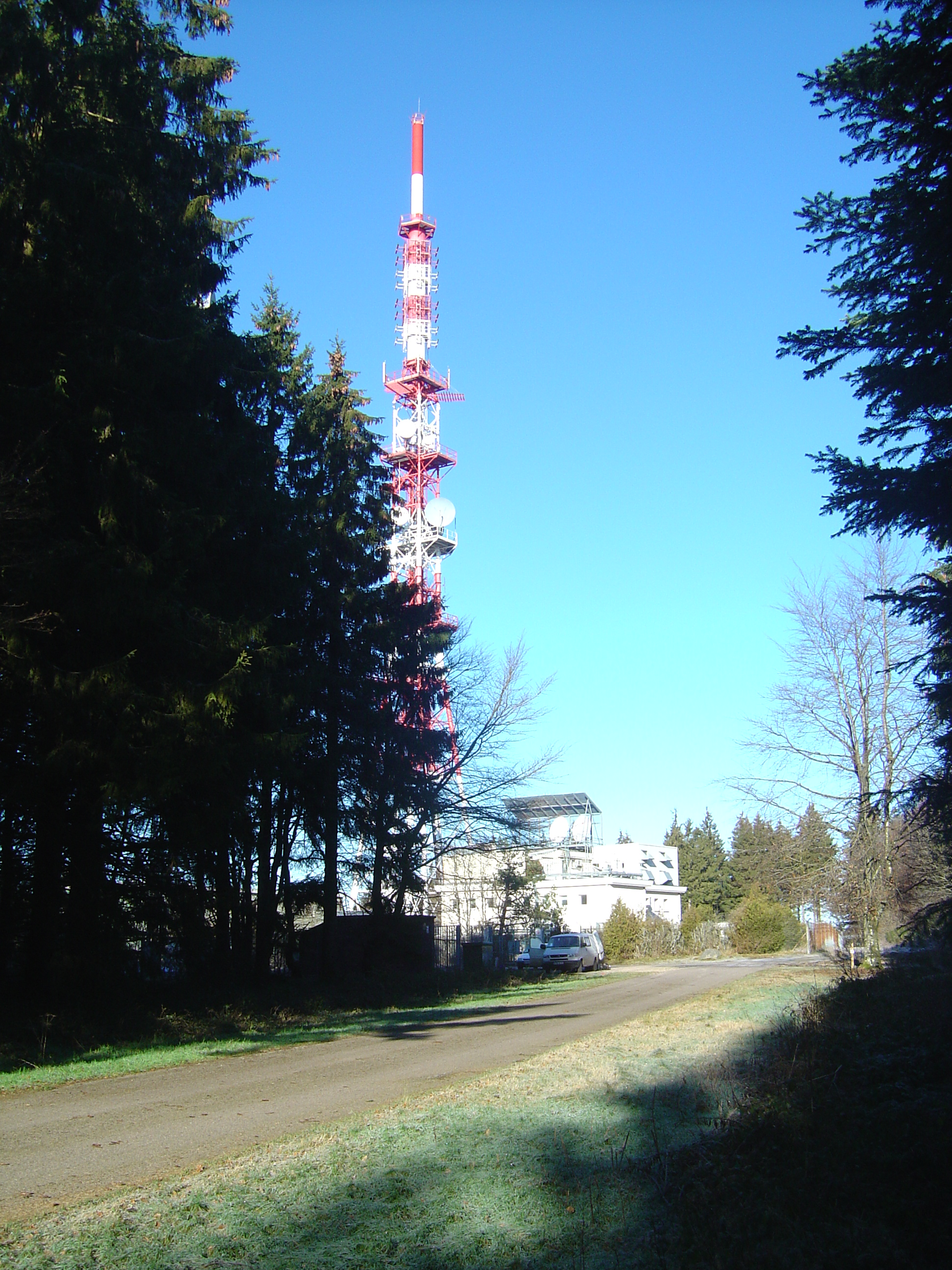
Emițător.

### Proiect turn de observație
Un proiect de construire a unui turn de observație înalt de 45 m a fost prezentat de compania germană EAK în 2016. Acesta a fost abandonat din cauza rentabilității estimate negarantate.